# Maupiti

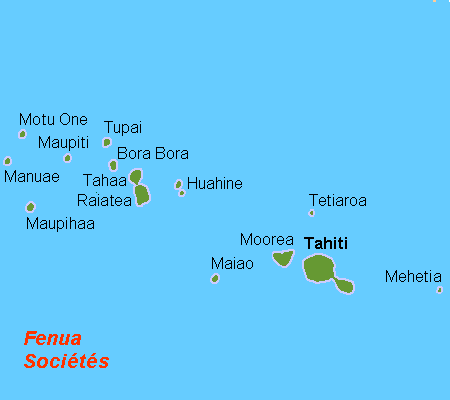
Översiktskarta

Maupiti (franska île Maupiti, tidigare Maurua) är en ö i Franska Polynesien i Stilla havet.

## Geografi
Maupiti-atollen ligger i ögruppen Sällskapsöarna och ligger ca 315 km nordväst om Tahiti.
Atollen har en area om ca 13,5 km² och har ca 1.200 invånare där alla bor i huvudorten Vaiea.
Högsta höjden är den utslocknade vulkanen Mont Teurafaatui med ca 370 m ö.h. och ön omges av ett rev där även småöarna Auira, Pitiahe, Tiapaa och Tuanai ligger innanför.
Till området räknas även öarna Motu One / Bellinghausen, Manuae / Scilly och Maupihaa / Mopelia.

## Historia
Maupiti beboddes troligen av polynesier redan på 900-talet. Ön upptäcktes av nederländske Jakob Roggeveen 1722.
Ön var långa tider oberoende och ingick i början på 1900-talet en union med Bora Bora beläget ca 40 km österut.
1903 införlivades ön tillsammans med övriga öar inom Franska Polynesien i det nyskapade Établissements Français de l'Océanie (Franska Oceanien).